# Абу Умама аль-Бахили
Абу Умама Судайй ибн ‘Аджлян ибн аль-Харис аль-Бахили (ум. 705 г.) — сподвижник пророка Мухаммада.

## Биография
Несмотря на свои молодые годы, пользовался уважением своих соплеменников, которые ответили на его призыв и приняли ислам. По некоторым данным участвовал в присяге под деревом в Худайбии.
Проживал в Египте. В битве при Сиффине был на стороне халифа Али ибн Абу Талиба. Затем поселился в Сирии (Хомс).
Рассказывал много хадисов со слов пророка Мухаммада, Умара ибн аль-Хаттаба, Усмана ибн Аффана, Али ибн Абу Талиба, Муаза ибн Джабаля, Абу Убайды ибн аль-Джарраха и др. Передавали хадисы со слов Абу Умамы: Абу Салам аль-Асвад, Мухаммад ибн Зияд аль-Лахани, Шархабиль ибн Муслим, Шаддад, Абу Аммар, аль-Касим ибн Абду-р-Рахман и др. Аль-Бухари и Муслим в Сахихах передают от него около 250 хадисов.
Умер в 705 году. Ибн Абд аль-Барр сообщил, что скончался в 700 году и ему был 91 год. По словам Суфьяна ибн Уяйны он был последним из сподвижников пророка Мухаммада, скончавшихся в Сирии.